# Ljupina
Ljupina – wieś w Chorwacji, w żupanii brodzko-posawskiej, w mieście Nova Gradiška. W 2011 roku liczyła 987 mieszkańców.